# Pay Dirt
Pay Dirt è un film muto del 1916 interpretato e diretto da Henry King (anche se alcune fonti accreditano come registi E. D. e H. M. Horkheimer). Tra gli altri interpreti, Marguerite Nichols e Charles Dudley.

## Trama
Un uomo venuto dall'est di notte sperpera sul tavolo da gioco il denaro guadagnato di giorno. Moll, una donna non più giovane e caduta anche lei nello stesso vizio, riesce a convincerlo a smettere di giocare, così lui potrà fidanzarsi con la ricca e giovane Doris Wendell.
L'uomo è amato da Kate Gardner, il cui padre, Peter, tenta di ottenere con ogni mezzo la sua miniera. Quando il giovane Orientale scopre che Moll è sua madre, Doris - scandalizzata di poter diventare nuora di quel rottame umano - lo lascia, rompendo il fidanzamento. Peter Gardner, dal canto suo, insiste nei suoi tentativi di impadronirsi della miniera e induce l'Orientale a giocarsela a carte. Oby, un uomo affetto da anni da amnesia, ritrova la memoria e ricorda finalmente che il responsabile della sua rovina è stato Gardner che anni prima lo ha derubato. Riconoscendo ora Gardner, per vendicarsi, gli spara. In punto di morte, Gardner confessa di non essere il vero padre di Kate che, invece, è figlia di Oby. Ora l'Orientale e Kate possono cominciare a iniziare i preparativi delle loro nozze.

## Produzione
Fu l'ultimo dei film che Henry King girò per la Balboa Amusement Producing Company prima di passare all'American Film Company.

## Distribuzione
Distribuito dalla General Film Company, il film uscì nelle sale cinematografiche statunitensi il 18 giugno 1916.
Copia completa della pellicola si trova conservata negli archivi della Library of Congress di Washington